# 屈晃
屈 晃（くつ こう、生没年不詳）は、中国三国時代の呉の政治家。豫州汝南郡の人。弟は屈幹・屈恭。子は屈緒。

## 生涯
後漢の末年に屈晃は中原の乱を避けて長江を渡り、章安県に移り住んだ。最初は郡吏として呉に仕え、在職中は清廉な仕事ぶりで名声があった。赤烏元年（238年）、屈晃は尚書僕射に抜擢された。屈晃は社稷を幇助する志を持ち、剛直でかたく志を守り、当時、忠義に名高かった。孫権の在位時、戦争は頻繁に起こり、賦役はきびしく重く、刑罰は厳しく酷であり、庶民は怨み怨んだ。屈晃は常に忠言をもって直接諌め、孫権に士人や牛馬を愛し、庶民を慰め救済するよう勧めた。
孫権の太子の孫登が病気で亡くなった後、孫和が太子となったが、孫覇が魯王となり、宮中は二分され対立した（二宮事件）。その結果、赤烏13年（250年）、孫和は太子を廃されて幽閉された。屈晃と驃騎将軍朱拠は、部将や役人たちを引きつれて、顔に泥を塗りみずからを縄でしばって、連日宮門の前にやってきて、孫和を赦されんことを嘆願した。孫権は、宮中の白爵観に登ってこの様子を見ると、ひどく不快に思い、屈晃や朱拠らに命じて軽率なまねをするなと戒めた。孫権が孫和を廃して孫亮を太子に立てようとすると、無難督の陳正と五営督の陳象とが上書をして、晋の献公が太子の申生を殺して奚斉を立てたがために晋の国が乱れた例を引き、また屈晃と朱拠も頑固に諌めをくりかえして止めなかった。孫権は、ひどく立腹して、陳正と陳象を一族皆殺しにし、屈晃と朱拠を殿中に引きずり込んで、棒叩き百回を加えて郷里へ追放した。屈晃は郷里に移り、そのまま亡くなったという。

## 一族
- 屈幹 - 屈晃の弟。呉の立義都尉。
- 屈恭 - 屈晃の弟。呉の立義都尉。
- 屈緒 - 屈晃の子。呉の尚書僕射、東陽亭侯。

元興元年（264年）、孫晧が即位すると、詔を下していった。「故の尚書僕射の屈晃は、社稷を正さんと志し、真心からの諫言をなしたがゆえに身を亡ぼすこととなった。屈晃の子の屈緒を東陽亭侯に封じ、弟の屈幹と屈恭を立義都尉に任じる」屈緒も、のちに尚書僕射にまで昇進した。